# Vitaliy Vasilyevich Bezbach
Vitaliy Vasilyevich Bezbach (em russo Виталий Васильевич Безбах) (Moscou, 8 de agosto de 1946) é um jurista russo, autor de diversas obras doutrinárias nas áreas de Direito Civil e Comercial comparado, bem como em Direito da União Europeia.
Formado em Direito Internacional pela então Universidade Amizade dos Povos Patrice Lumumba (hoje Universidade Russa da Amizade dos Povos)no ano de 1973, logo em 1978 adquiriu o título de Doutor em ciências jurídicas. Conquistou o título de Pós-Doutor em Direito no ano de 1998 quando defendeu a tese "A transformação das relações de propriedade na América Latina" perante a Academia Jurídica Estatal de Moscou.
A sua colaboração para a ciência do direito é extensa. Foi o fundador na Rússia da escola de direito privado comparado com ênfase nos estudos dos seguintes institutos jurídicos: contratos, propriedade, sucessão e responsabilidade civil. É autor de mais de 180 trabalhos científicos, entre eles os aclamados "Direito Civil e Comercial nos países estrangeiros" e "Direito Comercial na União Europeia: a regulamentação do comércio". Traduziu do espanhol para o russo diversas obras, entre elas a do jurista espanhol Manuel Jesus Garcia Garrido "O Direito Romano privado: os casos, as ações e os institutos".
Atualmente é professor e orientador na Universidade Russa Amizade dos Povos.  É, também, árbitro do Tribunal Arbitral Comercial perante a Câmara de Comércio e Industria da Federação Russa e membro do Conselho Consultivo da Comissão para Assuntos Externos da Assembleia Federal da Federação Russa.